# Элеттария
Элетта́рия (лат. Elettária) — род растений семейства Имбирные.
На хинди название звучит как Elachi или Elaichi, на малайском как Ellaykka.

## Распространение и среда обитания
Включает в себя 11 видов. Родина — Юго-Восточная Азия. Преимущественно в Индии и на Шри-Ланке. Встречаются также в дождевых лесах на полуострове Малакка и западных островах Зондского архипелага.

## Ботаническое описание
Многолетнее травянистое растение с ярко выраженным запахом, высотой 2-4 метра.
Листья широколанцетные длинные, до 60 см длиной и 8 см шириной.
Цветки неправильные, от белых до сиреневых или светло-фиолетовых, собраны в кисти на необлиственных цветоносных побегах. Околоцветник простой, чашечка трубчатая трёхлопастная, венчик светло-зелёный, одна тычинка фертильна, две другие лепестковидные, прирощенные к губе.
Плод — жёлто-зелёная трёхгнёздная коробочка до 2 сантиметров длины. Семена ароматные, содержат эфирные масла.
Культивируется в тропических оранжереях ботанических садов. Размножают делением корня и семенами.

## Применение

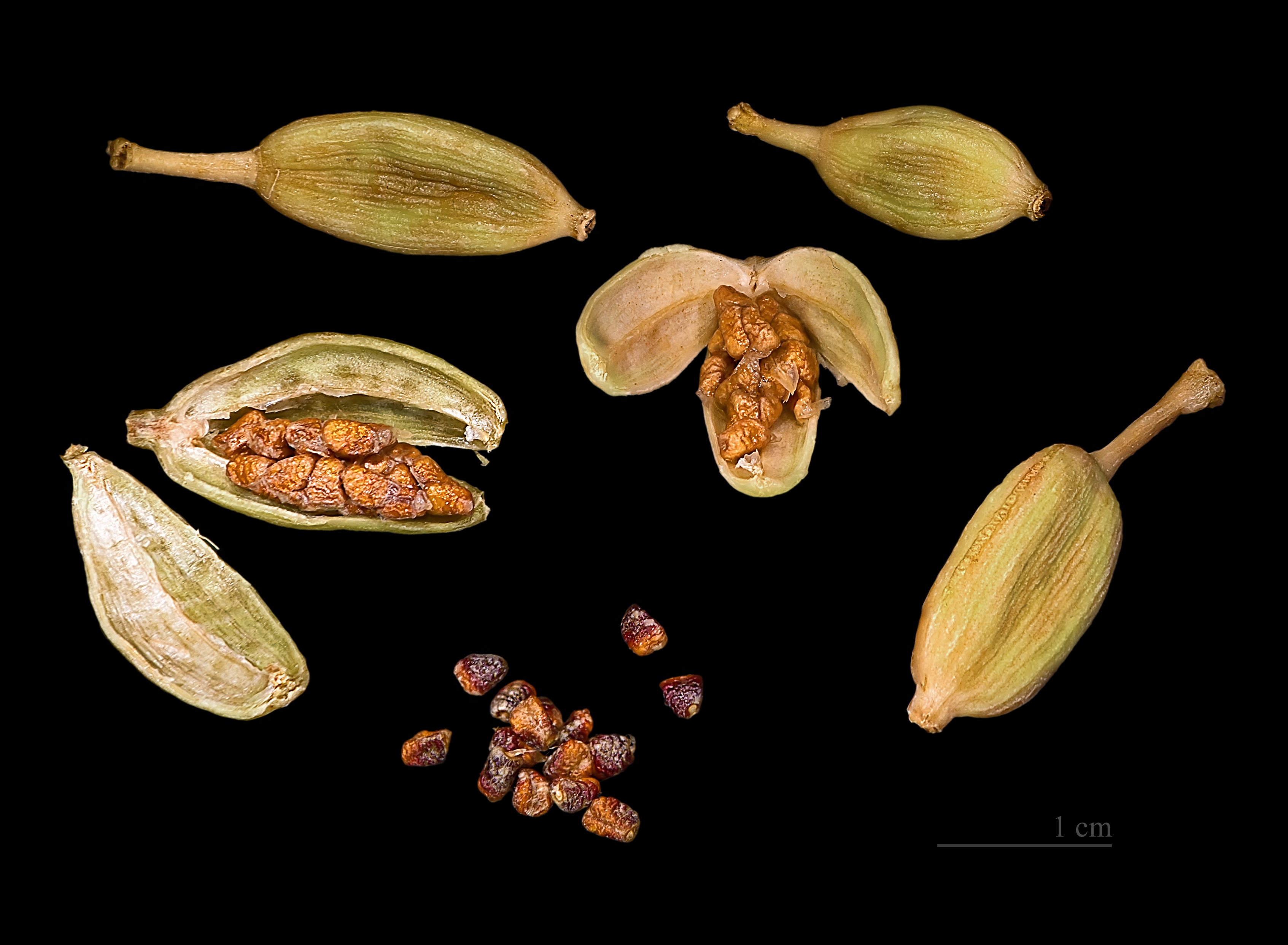
Кардамон применяется как специя

В медицинских целях (для улучшения пищеварения) применяют плоды, семена которых содержат эфирное масло, богатое лимоненом, терпинеолом, борнеолом и цинеолом.
Зелёные семенные коробочки сушат вместе с семенами. Применяют в индийской и других азиатских кухнях в целом или в молотом виде. Используют также в англо-колониальной кухне и кулинарии. Наиболее применяемая разновидность кардамона.
Молотый кардамон — важный компонент индийских карри, а также основа вкуса чая масала. На Ближнем Востоке и в Иране применяют для ароматизации кофе и чая, в Турции — для ароматизации чёрного чая (Kakakule).
Помимо естественного ареала, культивируется в Непале, Вьетнаме, Таиланде и в Центральной Америке. Индийские штаты Сикким и Керала являются основными экспортёрами кардамона, являющегося одной из основных сельскохозяйственных культур в них. Начало импорта кардамона в Европу относят к XII веку.

## Виды
По информации базы данных The Plant List, род включает 11 видов:
- Elettaria brachycalyx S.Sakai & Nagam.
- Elettaria cardamomum (L.) Maton typus[5] — Кардамон настоящий
- Elettaria ensal (Gaertn.) Abeyw.
- Elettaria kapitensis S.Sakai & Nagam.
- Elettaria linearicrista S.Sakai & Nagam.
- Elettaria longipilosa S.Sakai & Nagam.
- Elettaria longituba (Ridl.) Holttum
- Elettaria multiflora (Ridl.) R.M.Sm.
- Elettaria rubida R.M.Sm.
- Elettaria stoloniflora (K.Schum.) S.Sakai & Nagam.
- Elettaria surculosa (K.Schum.) B.L.Burtt & R.M.Sm.